# Ray Blanchard
Ray Milton Blanchard (Hammonton, 9 oktober 1945) is een Amerikaans-Canadese seksuoloog, vooral bekend van zijn onderzoeken naar pedofilie, seksuele geaardheid en genderidentiteit. Hij ontdekte dat mannen met meer oudere broers een grotere kans hebben homoseksueel te zijn dan mannen met minder oudere broers, een fenomeen dat hij toeschrijft aan de reactie van het immuunsysteem van de moeder op mannelijke foetussen. Blanchard heeft ook onderzoeksstudies gepubliceerd over fallometrie en verschillende parafilieën, waaronder wurgseks.

## Opleiding en carrière
Blanchard werd geboren in Hammonton, New Jersey. Hij behaalde zijn A.B. in Psychologie aan de University of Pennsylvania in 1967 en zijn Ph.D. aan de University of Illinois in 1973. Hij deed postdoctoraal onderzoek aan de Dalhousie University tot 1976, toen hij een baan aanvaardde als klinisch psycholoog aan het Ontario Correctional Institute in Brampton, Ontario Canada (een voorstad van Toronto). Daar ontmoette Blanchard Kurt Freund, die zijn mentor werd. Freund deed onderzoek naar chemische castratie voor zedendelinquenten. In 1980 trad hij toe tot het Clarke Institute of Psychiatry (nu onderdeel van het Centre for Addiction and Mental Health). In 1995 werd Blanchard benoemd tot hoofd van de klinische seksuologiediensten in het Law and Mental Health Program van de CAMH, waar hij tot 2010 diende. Hij is adjunct-professor in de psychiatrie aan de Universiteit van Toronto. Hij was lid van de American Psychiatric Association DSM-IV Subcommissie Genderidentiteitsstoornissen en werd genoemd in de DSM-5-commissie.
Blanchard was lid van de World Professional Association for Transgender Health (WPATH), destijds de Harry Benjamin International Gender Dysphoria Association (HBIGDA) genoemd. Echter, na kritiek op het boek, The Man Who Would Be Queen van collega J. Michael Bailey, dat sterk leunde op de typologie van Blanchard, verliet Blanchard HBIGDA op 4 november 2003.
Volgens Google Scholar zijn de werken van Blanchard meer dan 14.000 keer geciteerd en heeft hij een h-index van 65.

## Typologie van transseksualiteit
Blanchard publiceerde een taxonomie over transseksualiteit. Blanchard bedacht de term 'autogynefilie' om transvrouwen te beschrijven met een erotisch verlangen 'vrouw te zijn', en veronderstelde dat alle genderdysforie die deze groep ervaart uit twee soorten bestaat: homoseksuele genderdysforie en niet-homoseksuele genderdysforie. Blanchard definieerde de eerste als aanwezig bij transseksuelen die zich aangetrokken voelden tot mannen, terwijl hij de laatste definieerde als aanwezig bij transseksuelen die zich aangetrokken voelden tot het idee van zichzelf als vrouw. Binnen de transgendergemeenschap wordt Blanchards model bekritiseerd. De bevindingen en het onderzoek van Blanchard worden niet erkend door de World Professional Association for Transgender Health (WPATH), de grootste vereniging van medische professionals die zorg verlenen aan transgenders, omdat er geen empirisch bewijs is. Andere wetenschappers als Stephen B. Levine, J. Michael Bailey, Kenneth Zucker en Anne Lawrence omarmen Blanchards model juist wel.
Blanchard gelooft in de ROGD-theorie en waarschuwde al in 2021 dat er volgens hem sprake is van een sociale epidemie die uiteindelijk gaat leiden tot veel spijtoptanten.
- Bibsys: 90626576
- CiNii: DA06277743
- International Standard Name Identifier: 0000 0000 8279 9231
- Library of Congress Control Number: n88008518
- Nationale bibliotheek van Australië: 35730739
- Nationale Bibliotheek van Israël: 987007421865405171
- Nederlandse Thesaurus van Auteursnamen: 087617757
- ORCID: 0000-0002-4499-3521
- Semantic Scholar: 144085223
- Trove: 1061714
- Virtual International Authority File: 93232098
- WorldCat: E39PBJtCG7M3yCcFprfGjtRqcP